# Phytocoris sanjoaquin
Phytocoris sanjoaquin är en insektsart som beskrevs av Stonedahl 1988. Phytocoris sanjoaquin ingår i släktet Phytocoris och familjen ängsskinnbaggar. Inga underarter finns listade i Catalogue of Life.